# Diplocheila

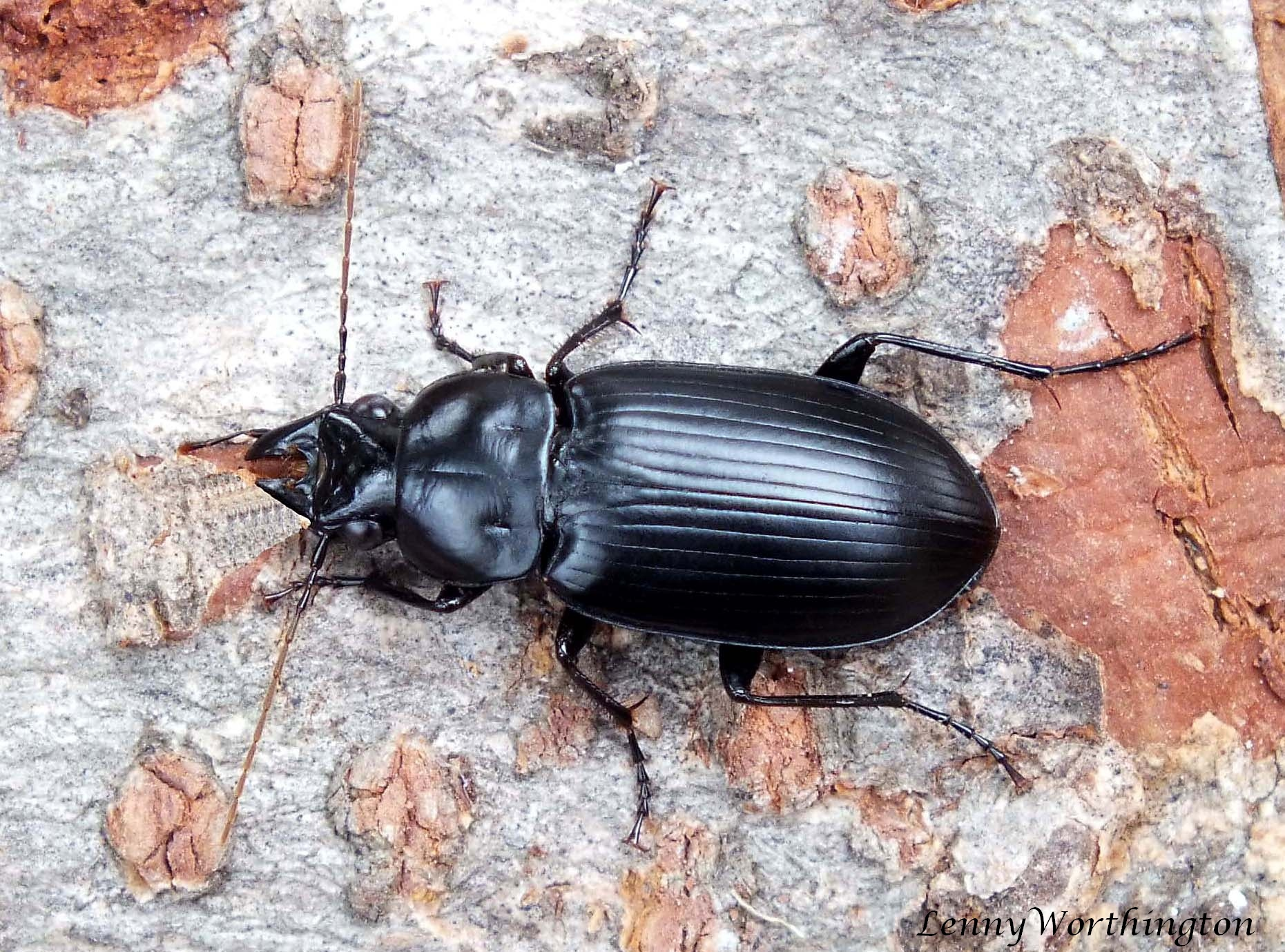
Diplocheila

Diplocheila es un  género de coleópteros adéfagos de la familia Carabidae.  Se distribuyen por el holártico.

## Especies
Se reconocen las siguientes:
- Diplocheila aegyptiaca Dejean, 1831
- Diplocheila assimilis (LeConte, 1844)
- Diplocheila capensis (Peringuey, 1896)
- Diplocheila colossus (Bates, 1892)
- Diplocheila cordicollis LaFerte-Senectere, 1851
- Diplocheila crossi Will, 1998
- Diplocheila daldorfi (Crotch, 1871)
- Diplocheila distinguenda (Laferte-Senectere, 1851)
- Diplocheila elongata Bates, 1873
- Diplocheila exotica (Andrewes, 1931)
- Diplocheila impressicollis (Dejean, 1831)
- Diplocheila laevigata Bates, 1892
- Diplocheila laevigotoides Jedlicka, 1936
- Diplocheila laevis Lesne, 1896
- Diplocheila latifrons Dejean, 1831
- Diplocheila macromandibularis Habu & Tanaka, 1956
- Diplocheila major (LeConte, 1848)
- Diplocheila minima Jedlicka, 1931
- Diplocheila nupera Casey, 1897
- Diplocheila obtusa (LeConte, 1848)
- Diplocheila oregona (Hatch, 1951)
- Diplocheila perscissa Andrewes, 1921
- Diplocheila pinodes Andrewes, 1922
- Diplocheila polita (Fabricius, 1792)
- Diplocheila striatopunctata (LeConte, 1844)
- Diplocheila transcaspica Semenov, 1891
- Diplocheila undulata Carr, 1920
- Diplocheila zeelandica L. Redtenbacher, 1867